# Обер-Рамштадт
Обер-Рамштадт (нем. Ober-Ramstadt) — город в Германии, в земле Гессен. Подчинён административному округу Дармштадт. Входит в состав района Дармштадт-Дибург. Население составляет 15 049 человек (на 31 декабря 2010 года). Занимает площадь 41,88 км². Официальный код — 06 4 32 016.
Город подразделяется на 3 городских района.

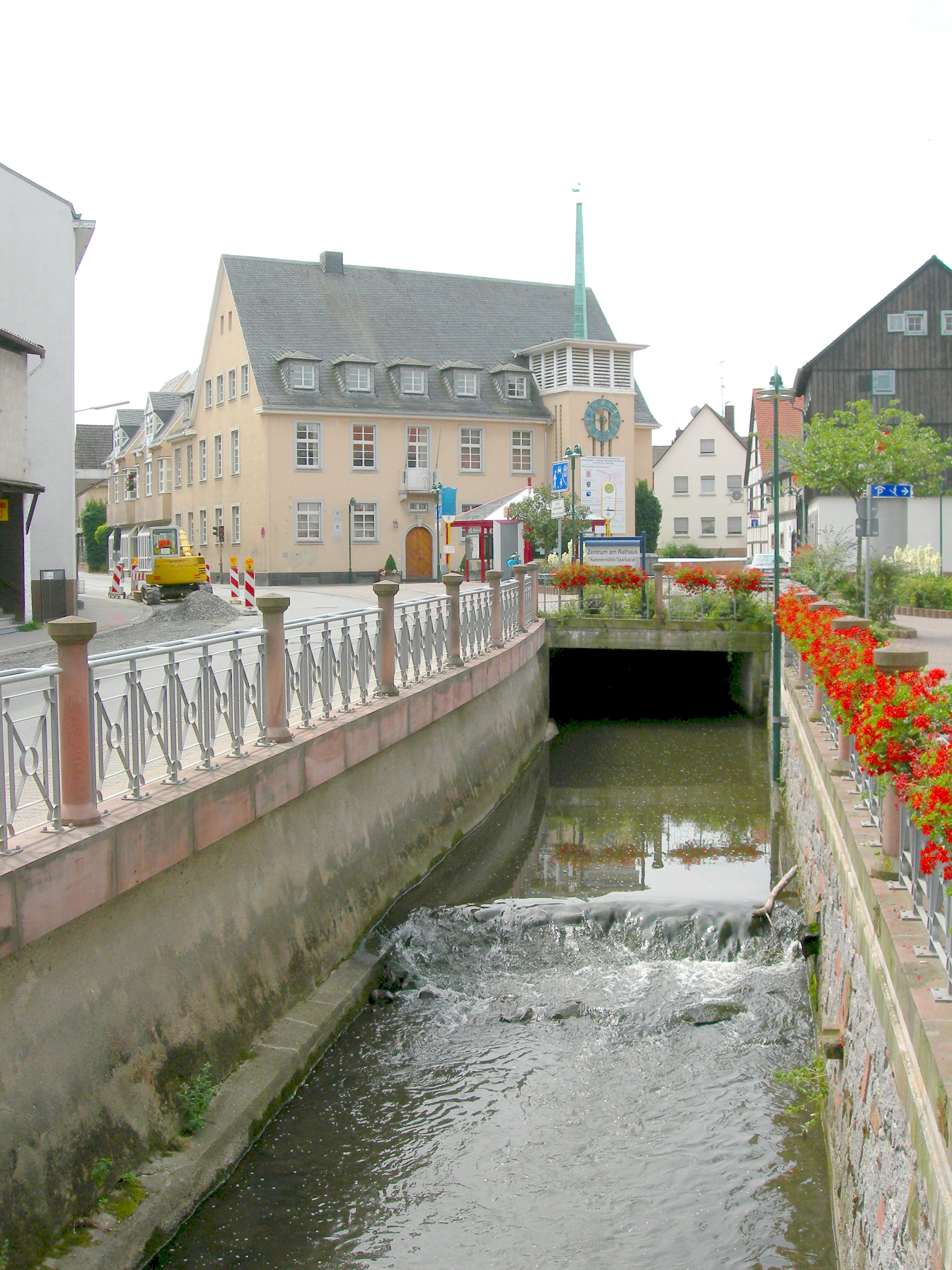
Обер-Рамштадт
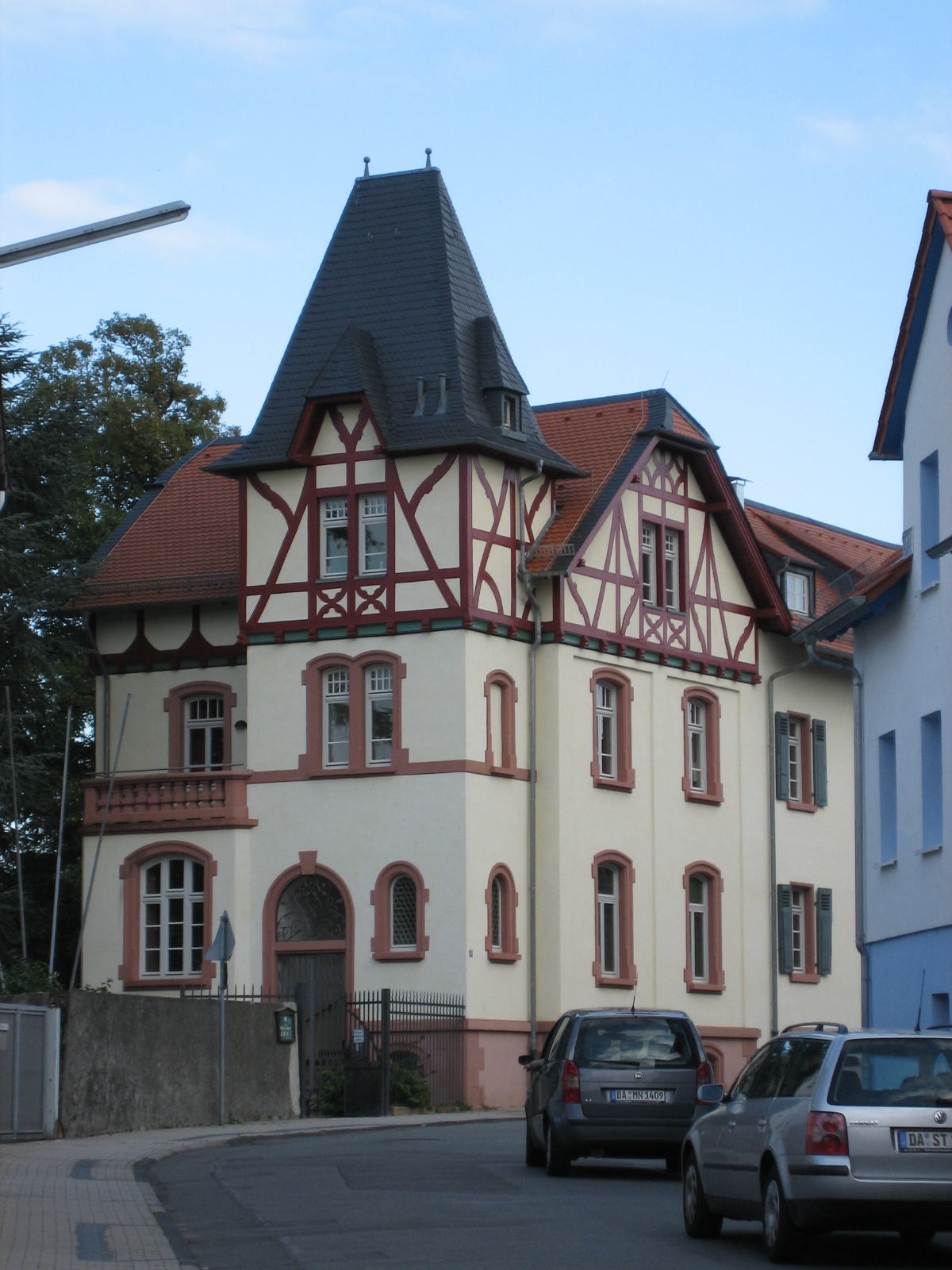
Обер-Рамштадт